# Бельтир
Бельтир (алт. Белтир) — село в Кош-Агачском муниципальном районе Республики Алтай России. Входит в Бельтирское сельское поселение.

## Этимология
Бельтир (алт. Белтыр) — место слияния рек, скрещивание дорог, перекрёсток. В селе Белтир сливаются две реки: Чаган и Талдура.

## История
Было практически полностью разрушено Чуйским землетрясением 27 сентября 2003 года. После землетрясения частично восстановлено. Власти предложили жителям разрушенного села переселиться во вновь построенный Новый Бельтир. Однако, этим правом воспользовались только молодые жители.

## Население
| 2010 | 2011 | 2012 | 2013 | 2014 | 2015 | 2016 |
| ---- | ---- | ---- | ---- | ---- | ---- | ---- |
| 363  | ↗364 | ↘261 | ↘203 | ↘118 | ↘91  | ↘77  |

Национальный состав
Согласно результатам переписи 2002 года, в национальной структуре населения алтайцы составляли 93 % от общей численности населения в 1211 жителей

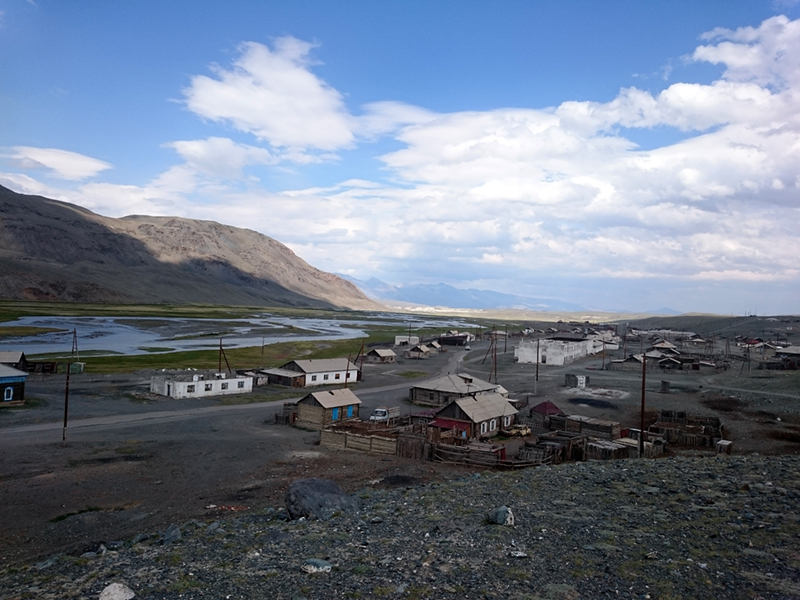
Село Бельтир, 2015 год